# Miley Cyrus & Her Dead Petz
Miley Cyrus & Her Dead Petz је пети студијски албум америчке певачице Мајли Сајрус, који је самостално избачен за бесплатно онлајн слушање на Саунд Клауду 30. августа 2015. Албум се мање фокусира на компјутеризоване ефекте од претходног албума Bangerz (2013), Мајли је почела са плановима за албум 2013. пре него што је изашао претходни албум. Посао се наставио 2014. и 2015. када је почела са дружењем и радом са the Flaming Lips.
Без претходног рекламирања, Мајли је најавила да ће албум Miley Cyrus & Her Dead Petz бити бесплатан на MTV Video Music Awards 2015. који је она и водила. Критике су подељене по свачијем размишљању о албуму; неки су похвалили Мајлину амбицију и експерименталност, док су други сматрали да недостаје укупне продукције. Мајли Сајрус је рекламирала албум са спотовима за песме као што су Dooo It!, Lighter и BB Talk.